# 홋카이도 제12구
홋카이도 제12구(일본어: 北海道第12区, ほっかいどうだい12く)는 일본의 중의원 선거구이다. 1994년 공직선거법 개정으로 신설되었다.

## 지역
- 기타미시
- 아바시리시
- 몬베쓰시
- 왓카나이시
- 오호츠크 종합진흥국 관할구역
- 소야 종합진흥국 관할구역

홋카이도 전체 면적의 6분의 1 (14740.93km2)을 차지하는 거대한 선거구로 이와테현의 면적과 맞먹으며, 일본에서 가장 큰 선거구이기도 하다. 때문에 2009년 제45회 총선 당시 자민당 현직의원인 다케베 츠토무는 '해안선만 해도 640km'인데 촉박한 시간 속에 선거활동을 진행했다고 난감해하는 모습을 보이기도 했다.
2002년 선거구 개편으로 옛 홋카이도 제7구의 소야 지청 관할구역이 흡수되었다. 2017년에는 홋카이도 제10구에서 호로노베정이 이관되었다.

## 역사
자민당 간사장 등을 지낸 다케베 츠토무가 지역기반을 구축한 선거구였다. 2003년 제43회 총선부터 2009년 제45회 총선까지는 다케베 대 마츠키 겐코오 구도를 이루었으나 마츠키 후보는 번번히 패하고 비례부활로 당선됐다. 2012년 제46회 총선에서는 다케베가 은퇴하면서 아들 아라타를 내세우고, 마츠키는 신당대지에 입당하는 변화가 생긴 가운데 아라타가 처음으로 당선됐다. 마츠키는 처음으로 비례부활도 하지 못하고 낙선하였다. 2014년 제47회 총선에서는 마츠키가 홋카이도 제2구로 출마 지역구를 바꾸며 다케베와 민주당 신인후보 간의 대결이 되었으나 다케베가 압승하였다.

## 역대 국회의원
| 선거          | 선거          | 의원          | 정당   |
| ------------- | ------------- | ------------- | ------ |
|               | 1996년 제41회 | 다케베 츠토무 | 자민당 |
| 2000년 제42회 |               | 다케베 츠토무 | 자민당 |
| 2003년 제43회 |               | 다케베 츠토무 | 자민당 |
| 2005년 제44회 |               | 다케베 츠토무 | 자민당 |
|               | 2009년 제45회 | 마츠키 겐코오 | 민주당 |
|               | 2012년 제46회 | 다케베 아라타 | 자민당 |
| 2014년 제47회 |               | 다케베 아라타 | 자민당 |

## 같이 보기
- 홋카이도 선거구